# 密序肋柱花
密序肋柱花（学名：Lomatogonium rotatum var. floribundum）为龙胆科肋柱花属下的一个变种。

## 扩展阅读
- 維基物種上的相關：密序肋柱花